# Johann Heinrich Rother
Johann Heinrich Rother (* 21. Dezember 1685 in Glauchau; † 14. Juli 1756) war ein deutscher Rechtswissenschaftler.

## Leben
Rother war Sohn des Ratsherrn und Baumeisters Johann Georg Rother. Er erhielt seine erste Bildung auf der Stadtschule von Glauchau und kam im Alter von 15 Jahren an das Altenburger Gymnasium. Seine Ausbildung wurde dadurch befördert, dass er einen Spross des Hauses Schönburg-Glauchau begleiten durfte. Anschließend kam er nach Halle an der Saale. Dort erhielt er Privatunterricht unter anderem bei Christian Thomasius, bevor er abermals dem jungen Herren von Schönburg an die Universität Leipzig folgen durfte. Aufgrund vielfältiger Förderung konnte er wieder diversen wissenschaftlichen Privatunterricht genießen. Nachdem er 1707 sein Studium mit dem Advokatsexamen abschloss, begleitete er als Hofmeister junge Adelige.
Rother ließ sich zunächst als Anwalt in Magdeburg, dann in Glauchau und schließlich in Leipzig nieder. 1713 wurde er in Merseburg zum Kommissionsrat ernannt. Für den polnischen Statthalter Fürst von Fürstenberg war er von 1714 bis zu dessen Tod 1716 auf diversen Kommissionen in Mitteleuropa eingesetzt. 1721 erhielt er die Stelle eines Oberkommissars bei der Generalconsumptionsaccise zu Leipzig. In Leipzig hielt er zu dieser Zeit juristische Vorlesungen. 1728 wurde er an der Universität Marburg zum Dr. iur. utr. promoviert. Außerdem erhielt er in Schwarzburg-Sondershausen den Titel eines Hofrates.
Mitunter wird als er Mitautor des Grossen vollständigen Universal-Lexicon Aller Wissenschafften und Künste genannt.

## Werke (Auswahl)
- Referente Oder Gründliche Einleitung Wie Acta Publica in denen vom Römisch-Teutschen Reiche recipirten Bürgerlich- u. Peinl. Processen nützlich zu lesen.., Cröker, Jena 1736.
- Commentatio Theoretica-Practica in Doctrinam Pandectarum Ludovicianam, 2 Bände, Halle 1742.
- Kurtzer Entwurff von Juristischen Collegiis und deren zweyjährigen Academischen Abhandlung, Langenheim, Leipzig 1745.